# Plesiophrictus fabrei
Plesiophrictus fabrei é uma espécie de aranha pertencente à família Theraphosidae (tarântulas).